# Andrés Martínez Trueba
Andrés Martínez Trueba (Montevideo, 11 febbraio 1884 – Montevideo, 19 dicembre 1959) è stato un chimico e politico uruguaiano.
È stato Presidente dell'Uruguay dal 1º marzo 1951 al 1º marzo 1952. Fu inoltre Presidente del Consejo Nacional de Gobierno (carica che sostituì quella della Presidenza della Repubblica) dal 1º marzo 1952 al 1º marzo 1955.